# Tali Dova
Tali Dova (Condado de Montcalm, Míchigan; 3 de abril de 1994) es una actriz pornográfica y modelo erótica estadounidense.

## Biografía
Tali Dova, nombre artístico, nació en el estado de Míchigan en abril de 1994, en el seno de una familia de ascendencia alemana e irlandesa. A los 18 años comenzó a trabajar como camgirl, realizando shows en solitario para sus seguidores. Su actividad y sus shows llamaron la atención de algunas modelos eróticas y también de agentes y productores, uniéndose a la industria como actriz pornográfica en 2013, a los 19 años.
Como actriz, ha grabado para productoras como ATK, Jules Jordan Video, Kick Ass, 3rd Degree, Lethal Hardcore, Twistys, Zero Tolerance, Bangbros, New Sensations, Blacked, Reality Kings, Forbidden Fruits Films o Digital Sin, entre otras.
Su nombre artístico procede de dos videojuegos. Tali por un personaje de Mass Effect, y Dova, porque significa "dragón" en el videojuego de Skyrim.
En 2018 recibió su primera nominación en los Premios AVN en la categoría de Mejor escena escandalosa de sexo por la película Melody and Tali Handle Their Mixed Emotions Out.
Ha aparecido en más de 140 películas como actriz.
Algunas películas suyas son Boho Beauties, Faces Covered 4, Hair Down There 6, Interracial Icon 6, Long Legs and Beautiful 2, MILF Tames Brat, New Girl In Town 19, Pretty Little Teens 8, Short Skirts 2 o Teacher Fucks Teens 4.

## Premios y nominaciones
| Año  | Ceremonia         | Resultado | Premio                           | Trabajo                                         |
| ---- | ----------------- | --------- | -------------------------------- | ----------------------------------------------- |
| 2017 | Spank Bank Awards | Nominada  | Best 'Just Got Fucked' Hair      | —                                               |
| 2017 | Spank Bank Awards | Nominada  | Fucking Nerd of the Year         | —                                               |
| 2018 | Premios AVN       | Nominada  | Mejor escena escandalosa de sexo | Melody and Tali Handle Their Mixed Emotions Out |
| 2019 | Premios AVN       | Nominada  | Mejor escena de sexo en grupo    | Interracial Icon 9                              |
| 2019 | Spank Bank Awards | Nominada  | Best Live Performance            | —                                               |
| 2019 | Spank Bank Awards | Nominada  | Fucking Nerd of the Year         | —                                               |